# Pontelatone
Pontelatone – miejscowość i gmina we Włoszech, w regionie Kampania, w prowincji Caserta.
Według danych na rok 2004 gminę zamieszkiwało 1881 osób, 62,7 os./km².